# Antipathella subpinnata
Antipathella subpinnata är en korallart som först beskrevs av Ellis och Daniel Solander 1786.  Antipathella subpinnata ingår i släktet Antipathella och familjen Myriopathidae. Inga underarter finns listade i Catalogue of Life.